# Міллс (округ, Айова)
Шаблон:StateAbbr_ 41°01′59″ пн. ш. 95°37′08″ зх. д. / 41.033055555556° пн. ш. 95.618888888889° зх. д.
Округ  Міллс (англ. Mills County) — округ (графство) у штаті  Айова, США. Ідентифікатор округу 19129.

## Історія
Округ утворений 1851 року.

## Демографія
За даними перепису 
2000 року 
загальне населення округу становило 14547 осіб, зокрема міського населення було 5704, а сільського — 8843.
Серед мешканців округу чоловіків було 7297, а жінок — 7250. В окрузі було 5324 домогосподарства, 3938 родин, які мешкали в 5671 будинках.
Середній розмір родини становив 3,04.
Віковий розподіл населення поданий у таблиці:
| Стать    | До 15 років | 15-21 | 22-29 | 30-39 | 40-49 | 50-65 | 65-85 | Понад 85 |
| -------- | ----------- | ----- | ----- | ----- | ----- | ----- | ----- | -------- |
| Чоловіки | 1680        | 753   | 541   | 1039  | 1205  | 1294  | 712   | 73       |
| Жінки    | 1500        | 629   | 585   | 1026  | 1226  | 1233  | 876   | 175      |

## Суміжні округи
- Поттаваттамі — північ
- Монтгомері — схід
- Фремонт — південь
- Кесс, Небраска — південний захід
- Сарпі, Небраска — захід

## Виноски
1. ↑  U.S. Decennial Census. United States Census Bureau. Архів оригіналу за 12 травня 2015. Процитовано 20 липня 2014.
2. ↑  Historical Census Browser. University of Virginia Library. Архів оригіналу за 1 вересня 2019. Процитовано 20 липня 2014.
3. ↑  Population of Counties by Decennial Census: 1900 to 1990. United States Census Bureau. Архів оригіналу за 22 квітня 2014. Процитовано 20 липня 2014.
4. ↑  Census 2000 PHC-T-4. Ranking Tables for Counties: 1990 and 2000 (PDF). United States Census Bureau. Архів оригіналу (PDF) за 6 вересня 2019. Процитовано 20 липня 2014.
5. ↑  State & County QuickFacts. United States Census Bureau. Архів оригіналу за 7 червня 2011. Процитовано 20 липня 2014.(англ.) Наведено за англійською вікіпедією.
6. ↑  American FactFinder. Бюро перепису населення США. Архів оригіналу за 26 лютого 2012. Процитовано 31 січня 2008.

| США | Це незавершена стаття з географії США. Ви можете допомогти проєкту, виправивши або дописавши її. |